# Kövi csík
A kövi csík (Barbatula barbatula) a pontyalakúak rendjébe és a Nemacheilidae családjába tartozó, a ritkasága miatt védett halfaj. Korábban a kövicsíkfélék (Balitoridae) családjába sorolták, azonban az újabb kutatásoknak és rendszertani átrendezéseknek köszönhetően, ezt a halat és nembéli társait a Nemacheilidae halcsaládba helyezték át.
A pisztráng- és a pérzónában a tőle sokkal értékesebb ragadozók tápláléka, ezért ilyen vizekben gazdaságilag is jelentős szerepet játszik. A magyarországi patakokban is gyakori, de mivel igazi pisztrángos víz alig található nálunk ezért kevésbé jelentős, védettsége az állomány megóvását szolgálja.
A német sporthorgász szövetség és az osztrák testvérszervezet kuratóriuma 1984-ben az év halának választotta, hogy ezzel is ráirányítsa a fajra a természetvédők figyelmét.

## Egyéb elnevezései
Bajuszos orsófark, gümőhal, hajatlan kövihal, héjatlan kövihal, kavicshal, kőmaró kolty, könnyhal, kövecshal, kövi, kövi csík, kövihal, kűhal.

## Előfordulása
Európa és Szibéria folyóinak és patakjainak gyors folyású, tiszta vizű, homokos, kavicsos aljzatú részein él. A nappalt a kövek alatt, fedett mélyedésekben tölti, főleg éjszaka mozog. Magyarországon is őshonos és a hazai vizekben még gyakori. Védettsége elsősorban megelőző jelleggel a meglévő állomány megóvását szolgálja. Nagyobb folyókban a pisztrángzónától a paduczóna aljáig található meg ettől lejjebb már csak véletlenszerűen. Általánosan elterjedt és gyakori faj a középhegységi és dombvidéki patakokban, melyek többnyire a domolykó zónába sorolhatók.
Előfordul a Nyitrában, a Szávában, a Balatonban, a Poprádban, a Tarcában, a Vágban, a Garamban, a felső Tiszában és a felső Körösben, a Csernában, a Bódvában, a Berettyóban, az Ipolyban, a Küküllőben, az Oltban és a Sajóban és még további folyóvizekben. A réti csíktól eltérően ugyanis a kövi csík, ha nem is kizáróan, de leginkább folyóvízben tartózkodik.

### Hasonló fajok
Hasonló fajok a csíkfélék és felületes szemlélő összetévesztheti még az fiatal angolnával, de az nyúlánkabb és a hasúszói hiányoznak. A közeli rokon réti csík oldalát hosszanti csíkok borítják ezért jól megkülönböztethető a foltos kövitől.  A vágó csík és a kőfúró csík feje és teste lapított és a szemük hátrafelé áll, valamint felmereszthető a csonttüskéjük.

## Megjelenése
Pikkelyképlete nincs, mert pikkelyei alig láthatók és elszórtan helyezkednek el. Oldalvonala ellenben végig jól látható, majdnem egyenes lefutású. Teste erősen megnyúlt, hengeres. Feje oldalról lapított, az orr irányába elkeskenyedik. Szája alsó állású, a felső ajkán négy, a szájszöglet felett két bajuszszállal. Háta szürkésbarna, oldala szennyes sárga, szürke márványozottsággal. A hasa szennyes szürke. Kis termetű hal testhossza legfeljebb 10-15 centiméter.
Az 1. évben 3-5, a 2. évben 5-7, a 3. évben 8–10 cm hosszúságú. Legfeljebb 16 cm-esre nő meg. A kifejlett állat súlya mindössze 4-5 g, ezért emberi hasznosítása nem gazdaságos.

## Táplálkozása
Vegyes táplálékon él, egyaránt fogyaszt apró fenéklakó állatokat víziférgeket, rovarokat, azok lárváit, halikrát, különböző növényi részeket és szerves törmeléket fogyaszt.

## Szaporodása
Áprilisban, májusban ívik az ivarérettségét már 1-2 éves korára eléri. Az ikráit homokra, kavicsokra rakja. A nőstény elhúzódva, több részletben 3-5 ezer ikrát rak le az 1 mm átmérőjű ikraszemekből melyet a hím őriz.

## Galéria
|  |  |  |

### Internetes leírások a kövi csíkról
- A faj szerepel a Természetvédelmi Világszövetség Vörös Listáján. IUCN. (Hozzáférés: 2011. január 30.)
- A faj adatlapja a FishBase oldalán. FishBase. (Hozzáférés: 2011. január 30.)
- A taxon adatlapja az ITIS adatbázisában. Integrated Taxonomic Information System. (Hozzáférés: 2011. március 24.)
- Stone Loach Barbatula barbatula (Linnaeus, 1758) (angol nyelven). BioLib.cz. (Hozzáférés: 2010. június 12.)
- Barbatula barbatula (Linnaeus, 1758) (angol nyelven). AQUATAB. [2016. március 5-i dátummal az eredetiből archiválva]. (Hozzáférés: 2011. január 30.)
- Barbatula barbatula (Linnaeus, 1758) (angol nyelven). Encyclopedia of Life. [2009. június 20-i dátummal az eredetiből archiválva]. (Hozzáférés: 2011. január 30.)
- Barbatula barbatula (angol nyelven). Loaches Online. [2011. január 2-i dátummal az eredetiből archiválva]. (Hozzáférés: 2011. január 30.)
- Barbatula barbatula (Linnæus, 1758) (angol nyelven). AnimalBase. (Hozzáférés: 2011. január 30.)[halott link]